# 반사율 지형

6인치 반사 망원경으로 촬영한 화성. 화성의 극관과 반사율 지형이 보인다.

반사율 지형(albedo feature, 알베도 지형) 또는 레지오(regio)는 태양계 천체의 표면에서 대조적으로 반사율이 다른, 즉 두드러지게 밝거나 어두운 부분을 말한다.

## 역사

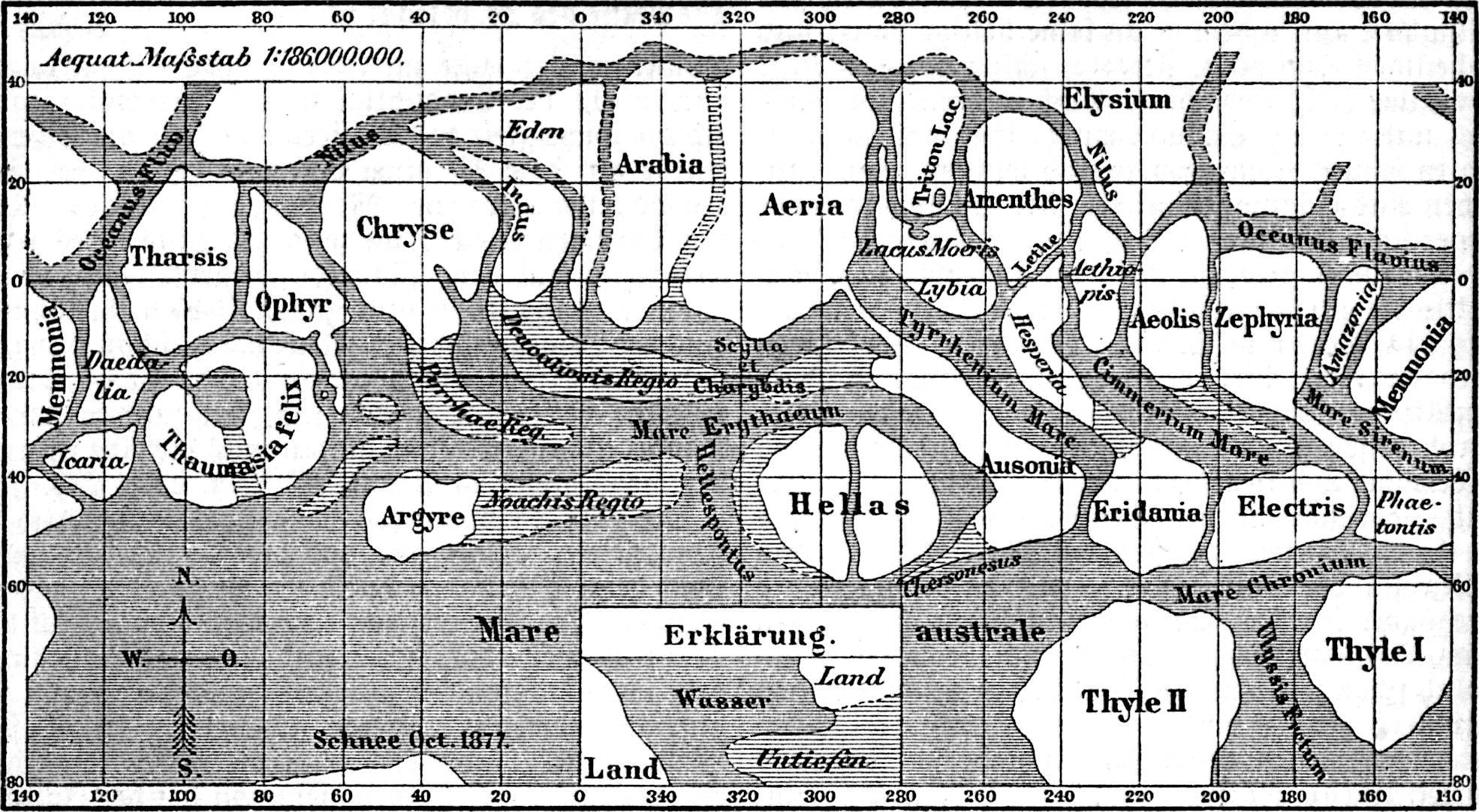
스키아파렐리의 화성 지도.

광학 망원경이 발달하면서 행성 표면의 무늬까지 판별할 수 있게 되었는데, 천문학자들은 이를 달에서 보이는 것과 같은 지형이라고 여겼다. 가장 오래전에 기록된 반사율 지형으로는 17세기 관측된 화성의 시르티스 메이저 고원이 있다. 1888년 조반니 스키아파렐리의 화성 지도와 1923년 유진 안토니아디의 수성 지도 등에서는 행성의 반사율 지형만이 기록되어 있다.
금성이나 타이탄처럼 대기가 두꺼운 천체는 일반 망원경으로 봤을 때 대기 현상만이 보이기 때문에 반사율 지형을 관측할 수 없다.
수성과 화성의 반사율 지형은 두 행성에 20세기 후반 우주 탐사선을 보내면서 더 구체적인 정체가 알려지게 되었지만, 명왕성과 세레스처럼 탐사선이 아직 가지 않은 천체는 허블 우주 망원경 등의 사진을 통한 반사율 지형밖에 확인할 수 없다.

## 참고 문헌
1. ↑  Morton, Oliver (2002). 《Mapping Mars: Science, Imagination, and the Birth of a World》. New York: Picador USA. 14–15쪽. ISBN 0-312-24551-3.
2. ↑  William Sheehan. “The Planet Mars: A History of Observation and Discovery - Chapter 4: Areographers”. 2017년 7월 1일에 원본 문서에서 보존된 문서. 2007년 9월 7일에 확인함.
3. ↑  Ley, Willy and von Braun, Wernher The Exploration of Mars New York:1956 The Viking Press. 70~71 페이지에 있는 스키아파렐리의 화성 지도.

## 같이 보기
- 수성의 반사율 지형